# R guttural

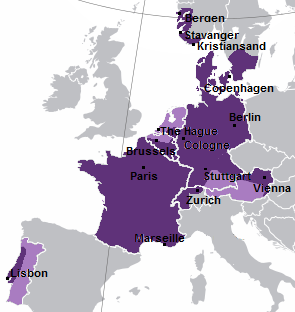
Carte des régions d'Europe où une forme de R guttural peut être entendue. Le R guttural n’est toutefois pas nécessairement prédominant partout.

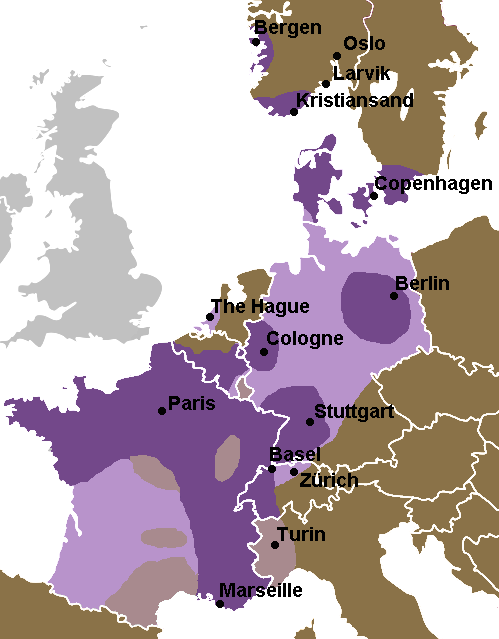
Distribution du R guttural (phonèmes) dans le nord-ouest de l'Europe au milieu du XXe siècle.

Le R uvulaire ou guttural est le phénomène par lequel une consonne rhotique (un son de type « R ») est produite à l'arrière du conduit vocal (généralement avec la luette) plutôt que dans la partie avant de celui-ci ; ce qui produit donc une consonne gutturale. Les locuteurs de langues avec un R guttural considèrent généralement les rhotiques gutturaux et coronaux (R de la gorge et R du bout de la langue ou « roulé ») comme des prononciations alternatives du même phonème (son conceptuel), malgré les différences articulatoires. Des consonnes similaires se trouvent dans d'autres parties du monde, mais elles n'ont souvent que peu ou pas d'association culturelle ou d'interchangeabilité avec les rhotiques coronaux (tels que [r], [ɾ] et [ɹ]).
La réalisation gutturale d'une consonne rhotique solitaire est typique dans la majeure partie de ce qui est aujourd'hui la France, la Belgique francophone, la majeure partie de l'Allemagne, une grande partie des Pays-Bas, le Danemark, les régions du sud de la Suède et les régions du sud-ouest de la Norvège. On la retrouve également fréquemment en Flandre, dans l'est de l'Autriche, en yiddish (et donc en hébreu ashkénaze), en luxembourgeois et chez tous les francophones et certains germanophones de Suisse.
En dehors de l'Europe centrale, on le retrouve également comme prononciation normale de l'un des deux phonèmes rhotiques (remplaçant un ancien « R roulé ») en portugais européen standard et dans d'autres régions du Portugal, en particulier aux Açores, dans diverses régions du Brésil, parmi les minorités d'autres régions lusophones, et dans certaines parties de Porto Rico, de Cuba et de la République dominicaine.

## Langues romanes

### Français
La lettre R en français était historiquement prononcée roulée, comme c'était le cas en latin et comme c'est encore le cas en italien et en espagnol. Dans le nord de la France, y compris à Paris, le trille alvéolaire a été progressivement remplacé par le trille uvulaire à partir de la fin du XVIIe siècle. Le Bourgeois gentilhomme de Molière, publié en 1670, fait décrire par un professeur le son de /r/ comme un trille alvéolaire (acte II, scène IV). Elle a depuis évolué, à Paris, vers une fricative uvulaire voisée ou approximante [ʁ].
Le trille alvéolaire était encore le son commun du R dans le sud de la France et au Québec au début du XXe siècle, ayant été progressivement remplacé depuis, en raison de l'influence parisienne, par la prononciation uvulaire. Le trille alvéolaire est aujourd'hui surtout associé, même dans le sud de la France et au Québec, à des locuteurs plus âgés et à des milieux ruraux.
Le trille alvéolaire est encore utilisé dans le chant français en chorale classique et à l'opéra. Il est également utilisé dans d'autres pays francophones ainsi que dans les territoires d'outre-mer français comme la Polynésie française en raison de l'influence des langues indigènes.

### Portugais
Les versions standard du portugais ont deux phonèmes rhotiques, qui ne contrastent qu'entre les voyelles. En portugais ancien, il s'agissait de l'alvéolaire /ɾ/ (écrit ‹ r ›) et du trille alvéolaire /r/ (écrit ‹ rr ›). Dans d'autres positions, seul ‹ r › est écrit en portugais moderne, mais il peut représenter l'un ou l'autre son, selon sa position. La distribution de ces sons est en grande partie la même que dans les autres langues ibériques, à savoir :
- ‹ r › représente le trille alvéolaire ‹ rr › entre deux voyelles, au début d'un mot, ou après /l/, /s/, /ʒ/, or ‹ n ›. Exemples : carro, rua, Israel, honrar. (À noter que le ‹ n › ne représente pas le son /n/, mais une voyelle nasalisée) ;
- ‹ r › représente une consonne battue alvéolaire voisée partout ailleurs. Exemples : caro, quatro, quarto, mar.

Au XIXe siècle, le trille uvulaire [ʀ] commence à s'imposer parmi les classes supérieures lisboètes. Au XXe siècle, il remplace le trille alvéolaire dans la plupart des zones urbaines du pays, commençant même à céder la place à la fricative uvulaire voisée [ʁ]. De nombreux dialectes du nord, comme le transmontano, le portugais de Porto et d'Aveiro, le minhoto et une grande partie du Beirão conservent le trille alvéolaire. Dans les régions rurales, le trille alvéolaire est toujours présent, mais comme la majeure partie de la population du pays vit actuellement dans ou à proximité des villes et en raison de la diffusion des médias de masse, le [ʀ] guttural est désormais dominant au Portugal.
Une réalisation courante de l'initiale du mot /ʀ/ dans l'accent de Lisbonne comprend un trille fricatif uvulaire voisé [ ʀ̝ ].
Le dialecte des pêcheurs de Setúbal utilisait la fricative uvulaire sonore [ʁ] pour toutes les occurrences de « r » – début de mot, intervocalique, postconsonantique et en fin de syllabe. Cette même prononciation est attestée chez les personnes atteintes de rhotacisme, chez une nouvelle variété de jeunes en développement parlant le portugais santoméen, et chez les locuteurs non natifs d'origine française ou allemande.
En Afrique, le trille alvéolaire classique est encore majoritairement dominant, en raison d'un développement distinct de celui du portugais européen.
Au Brésil, la prononciation normale de ‹ rr › est sourde, se manifestant soit comme une fricative vélaire sourde [x], soit comme fricative uvulaire sourde [χ] ou comme une fricative glottique sourde [h]. Dans de nombreux dialectes, ce son sourd remplace non seulement toutes les occurrences du trille traditionnel, mais est également utilisé pour tous ‹ r › qui ne sont pas suivis d'une voyelle (c'est-à-dire lorsqu'ils sont à la fin d'une syllabe). La distribution résultante peut être décrite comme :
- Un son [ɾ] uniquement pour le ‹ r › simple et seulement lorsqu'il apparaît entre des voyelles ou entre une consonne précédente (autre que /n/, /l/, /s/, ou /ʃ/ ) et une voyelle suivante. Exemples : caro, quatro .
- Une fricative sourde [x] [χ] ou [h] partout ailleurs : lorsqu'il est écrit ‹ rr › ; au début d'un mot ; à la fin d'un mot ; avant une consonne ; après /n/, /l/, /s/, ou /ʃ/ . Exemples : carro, rua, honrar, Israel, quarto, mar .

Dans les trois États les plus méridionaux du Brésil, cependant, le trille alvéolaire [r] reste fréquent, et la distribution du trille et du battement est le même qu'au Portugal. Certains locuteurs utilisent une fricative gutturale au lieu d'un trille, comme la majorité des Brésiliens, mais continuent à utiliser le [ɾ] avant les consonnes (par exemple dans quarto) et entre les voyelles (par exemple dans caro). Cela inclut, entre autres, de nombreux locuteurs de la ville de São Paulo et de certaines villes voisines, bien qu'un approximant alvéolaire [ɹ] soit également fréquent, notamment dans l'État de São Paulo. Le dialecte caipira possède l'approximant alvéolaire [ɹ] dans la même position.
Dans les régions où ‹ r › à la fin d'un mot est une fricative sourde, la tendance dans le langage courant est de prononcer ce son très légèrement, voire de l'omettre complètement. Certains locuteurs peuvent l'omettre entièrement dans les infinitifs verbaux (amar « aimer », comer « manger », dormir « dormir ») mais le prononcer légèrement dans d'autres mots se terminant par ‹ r › (mar « mer », mulher « femme », amor « amour »). Les locuteurs de Rio résistent souvent à cette tendance, en prononçant une fricative forte [x] ou [χ] à la fin de ces mots.
La fricative sourde peut être partiellement ou entièrement voisée si elle apparaît directement avant un son voisé, en particulier dans sa forme la plus faible de [h], qui est normalement exprimé en [ɦ]. Par exemple, un locuteur pour qui ‹ rr › sonne comme [h] prononcera souvent surdo « sourd » comme [ˈsuɦdu] ou même [ˈsuɦʊdu], avec une voyelle épenthétique courte qui imite la voyelle précédente.

### Espagnol
Dans la plupart des territoires et régions hispanophones, les réalisations gutturales ou uvulaires de /r/ sont considérés comme un défaut de langage. Généralement, le [ɾ], orthographié r comme dans cara, ne subit aucune prononciation défectueuse, mais le trille alvéolaire de rata ou de perro est l'un des derniers sons appris par les enfants et l'uvularisation est probable chez les individus qui ne parviennent pas à atteindre l'articulation alvéolaire. Ceci dit, les variantes antérieures du /r/ ([ʀ], [x] ou [χ]) sont répandus dans l'espagnol rural portoricain et dans le dialecte de Ponce, alors qu'ils sont fortement stigmatisés dans le dialecte de la capitale. Dans une moindre mesure, les variantes vélaires de /r/ se retrouvent dans certaines zones rurales de Cuba (Yateras, province de Guantánamo) et dans les langues vernaculaires dominicaines (Cibao, régions rurales de l'est du pays).
Lors du massacre du persil en 1937, les troupes dominicaines ont attaqué les Haïtiens à Cibao et à la frontière nord-ouest des deux pays. Le nom de ce massacre provient shibboleth appliqué pour distinguer les Dominicains des Haïtiens : les suspects reçoivent l'ordre de nommer du persil (en espagnol perejil). S'ils utilisaient une prononciation créole française ou haïtienne pour r ou j, ils étaient exécutés.
Dans les régions bascophones d'Espagne, l'articulation uvulaire [ʁ] a une prévalence plus élevée parmi les bilingues que parmi les monolingues espagnols.

### Italien
La réalisation gutturale du /r/ est généralement considéré comme un défaut de langage en italien, même si le r moscia (« r mou » ou « r sans vie », un terme générique pour les réalisations de /r/ considérées comme fautives), qui est parfois uvulaire, est assez courant dans les régions du nord-ouest de l'Italie, c'est-à-dire la Vallée d'Aoste, le Piémont, la Ligurie, la Lombardie et l'Émilie-Romagne.

### Occitan
Comme dans toutes les autres langues romanes, le trille alvéolaire /r/ est la manière originale de prononcer la lettre r en occitan, comme c'était le cas en latin. De nos jours, le trille uvulaire [ʀ] et la fricative uvulaire sonore ou approximante [ʁ] sont courants dans certains dialectes occitans (Provence, Auvergne, Alpes, Limousin). Les dialectes du Languedoc et de Gascogne présentent également ces réalisations, mais elles sont généralement considérées comme une influence du français et donc rejetées dans les versions standard de ces dialectes.

## Langues celtiques

### Breton
Le breton, langue celtique, est fortement influencé par le français. Il conserve un trille alvéolaire dans certains dialectes, comme dans le Léon et le Morbihan, mais la plupart des dialectes ont désormais le même rhotique que le français, [ʁ].

## Langues germaniques

### Langues germaniques occidentales continentales
Le rhotique uvulaire est le plus courant dans les dialectes de l'Allemagne centrale et dans l'allemand standard . De nombreuses variétés de bas-franconien, de bas-saxon et de haut-allemand l'ont également adopté, d'autres conservant le trille alvéolaire ([r]). Le développement des rhotiques uvulaires dans ces régions n'est pas entièrement compris, mais une théorie courante est que ces langues ont subi l'influence du français.

#### Néerlandais et afrikaans
En néerlandais moderne, un certain nombre de sons rhotiques différents sont utilisés. En Flandre, le rhotique habituel est un trille alvéolaire, mais le rhotique uvulaire /ʁ/ se rencontre principalement dans la province du Limbourg, à Gand et à Bruxelles. Aux Pays-Bas, le rhotique uvulaire est le rhotique dominant dans les provinces méridionales du Brabant-Septentrional et du Limbourg, ce depuis le début du XXe siècle. Dans le reste du pays, la situation est plus compliquée. Le rhotique uvulaire est dominant dans l'agglomération occidentale de la Randstad, y compris dans des villes comme Rotterdam, La Haye et Utrecht (le dialecte d'Amsterdam a au contraire tendance à utiliser un rhotique alvéolaire, mais l'uvulaire devient de plus en plus courant). Le rhotique uvulaire est également utilisé dans certaines grandes villes comme Leeuwarden. En dehors de ces zones du noyau rhotique uvulaire, le trille alvéolaire est courant. Les personnes qui apprennent le néerlandais comme langue étrangère ont également tendance à utiliser le trille alvéolaire car il contraste mieux avec la fricative vélaire sourde /x/ en néerlandais. La langue afrikaans utilise également un trille alvéolaire pour son rhotique, sauf dans les régions rurales non urbaines autour du Cap, principalement dans la ville de Malmesbury, dans le Cap occidental, où il est uvulaire (un phénomène appelé bry). Certains locuteurs d'afrikaans d'autres régions le font également, soit en raison de leur ascendance de la région de Malmesbury, soit en raison de difficultés à prononcer le trille alvéolaire.

#### Bas-saxon
Dans la région néerlandaise de Basse-Saxe, il existe plusieurs villes qui possèdent le rhotique uvulaire : Zutphen, Steenwijk, Kampen, Zwolle et Deventer. À IJsselmuiden, près de Kampen, on peut également entendre le r uvulaire. À la campagne, le trille alvéolaire est courant.

#### Allemand standard
Bien que le premier dictionnaire de prononciation standardisé de Theodor Siebs ait prescrit une prononciation alvéolaire, la plupart des variétés d' allemand sont désormais parlées avec un rhotique uvulaire, généralement une fricative ou une approximante [ʁ], plutôt qu'un trille [ʀ] . La prononciation alvéolaire [r] continue d'être considéré comme acceptable dans toutes les variétés d'allemand standard, mais il est plus courant dans le sud ainsi que dans l'extrême nord de l'Europe germanophone. Elle reste également prédominante dans le chant classique et, dans une moindre mesure, dans le théâtre.
Dans les dialectes allemands, l'alvéolaire a survécu un peu plus largement que dans la langue standard, bien qu'il existe plusieurs régions, en particulier en Allemagne centrale, où même les dialectes ruraux les plus larges utilisent un R uvulaire.
Que l'on utilise une prononciation uvulaire ou alvéolaire, le « r » post-vocalique allemand est souvent vocalisé en [ ɐ̯ ], [ ə̯ ] ou un simple allongement de la voyelle précédente [ ː ]. Cela se produit le plus souvent dans la coda de la syllabe, comme dans l'anglais non rhotique, mais se produit parfois aussi avant un schwa sous-jacent. La vocalisation du « r » est rare uniquement en allemand alémanique (vélaire) et souabe (uvulaire).

#### Yiddish
Le yiddish, la langue traditionnelle des Juifs ashkénazes d'Europe centrale et orientale, est dérivé du moyen haut allemand. S'il a probablement utilisé le R alvéolaire à ses débuts, le R uvulaire est ensuite devenu prédominant dans de nombreux dialectes yiddish. Il reste à déterminer si ce changement s’est produit par des développements indépendants ou sous l’influence de l’allemand moderne (une langue largement parlée dans de grandes parties de l’Europe de l’Est jusqu’en 1945).

### Langues germaniques occidentales insulaires

#### Anglais
Les locuteurs du dialecte anglais traditionnel du Northumberland et du nord du comté de Durham utilisent un rhotique uvulaire, connu sous le nom de « Northumbrian burr (en) »,,. Cependant, il n'est plus utilisé par la plupart des locuteurs contemporains, qui réalisent généralement /r/ comme approximant alvéolaire, [ɹʷ], similaire à la réalisation du R dans le reste du monde anglophone,.
L'hiberno-anglais du nord-est du Leinster en Irlande utilise également un uvulaire [ʁ].

### Langues germaniques du Nord
Les rhotiques alvéolaires prédominent dans le nord de la Scandinavie. Lorsqu'ils se produisent, ils affectent les alvéoles suivantes, transformant les groupes /rs/ et /rt/, /rd/, /rn/, /rl/ en rétroflexes : [ʂ ʈ ɖ ɳ ɭ] . Ainsi, le mot norvégien « norsk » se prononce-t-il [nɔʂk].

#### Danois et suédois
La rhotique utilisée au Danemark est une approximante uvulaire voisée, et les régions suédoises autrefois danoises et voisines de Scanie, de Blekinge, du sud du Halland ainsi qu'une grande partie du Småland et sur l'île d'Öland, utilisent un trille uvulaire ou une fricative uvulaire.
Dans certaines parties de l'Östergötland et encore assez fréquemment en Västergötland, un mélange de consonnes rhotiques gutturales et roulées (par exemple /ʁ/ et /r/) est utilisé, en fonction de la position dans le mot, de l'accent tonique de la syllabe et, dans certaines variantes, de la gémination de la consonne. La prononciation est conservée si un mot prononcé avec une consonne rhotique particulière est placé dans un mot composé à une position où cette réalisation n'aurait pas lieu s'il appartenait au même radical que le son précédent. Cependant, en Östergötland, la prononciation tend davantage vers [w], et, dans le Västergötland, elle est voisée. L'utilisation du R guttural était courante à l'époque de Gustave III (roi de Suède de 1771 à 1792), qui s'inspirait beaucoup de la culture et de la langue françaises, dans la noblesse et dans les classes supérieures de Stockholm. Ce phénomène a disparu dans les années 1900. Le dernier non-sudiste connu qui parlait avec un R guttural et qui n'avait pas de défaut d'élocution était Anders Gernandt, un commentateur d'équitation populaire à la télévision.

#### Norvégien
La plupart des Norvégiens utilisent une alvéolaire battue, mais environ un tiers des habitants du pays, principalement dans la région du Sud-Ouest, utilisent désormais l'uvulaire rhotique. Dans la partie occidentale et méridionale de la Norvège du Sud, le rhotique uvulaire se propage encore et comprend toutes les villes et les zones côtières d'Agder, la majeure partie du Rogaland, de grandes parties du Hordaland et de Sogn og Fjordane à et autour de Florø. L'origine de cette évolution se trouve dans les villes de Bergen ainsi que Kristiansand, au XVIIIe siècle,. Les consonnes rétroflexes étant des mutations de [ɾ] et d'autres consonnes alvéolaires ou dentales, l'utilisation d'un rhotique uvulaire signifie une absence de la plupart des consonnes rétroflexes.

#### Islandais
En islandais, le [ʀ] uvulaire de type rhotique ou [ʁ] est une déviation rare du r roulé normal et est considérée comme un trouble de la parole.

## Langues slaves
Dans les langues slaves, le trille alvéolaire prédomine, l'utilisation de rhotiques gutturales étant considérée comme une prononciation défectueuse. Cependant, le trille uvulaire est courant parmi les langues de la minorité sorabe de Saxe, dans l'est de l'Allemagne, probablement en raison de l'influence allemande. Le rhotique uvulaire peut également être trouvé chez une petite minorité en Silésie et dans d'autres régions d'influence allemande de Pologne et également de Slovénie, mais il est globalement assez rare même dans ces régions. On peut également le percevoir comme un marqueur ethnique de la judéité, notamment en Russie, où les Juifs d'Europe de l'Est ont souvent intégré le rhotique uvulaire de leur yiddish natal dans leur prononciation du russe.

## Langues sémitiques

### Hébreu
Dans la plupart des formes de l'hébreu, la prononciation classique de rêš (ר) était un [ ɾ ] battu, et était grammaticalement traité comme un phonème non géminable de la langue. Dans la plupart des dialectes de l'hébreu parmi la diaspora juive, il s'agissait toujours d'un [ ɾ ] battu ou d'un trille [ r ]. Cependant, dans certains dialectes ashkénazes tels que préservés parmi les Juifs d'Europe du Nord, il s'agissait d'un rhotique uvulaire, soit un trille [ ʀ ] soit une fricative [ ʁ ].
On pense qu'un rhotique uvulaire apparemment sans rapport est apparu dans la vocalisation tibérienne (en) de l'hébreu, où il aurait coexisté avec des articulations emphatiques non gutturales supplémentaires de /r/ selon les circonstances.

#### Influence du yiddish
Quoi que Juif ashkénaze dans l'Empire russe, le sioniste Eliezer Ben-Yehuda a basé son hébreu standard sur l'hébreu séfarade, parlé à l'origine en Espagne, et a donc recommandé l'usage du [ r ] alvéolaire. Cependant, tout comme lui, les premières vagues de Juifs à s'installer en Terre Sainte étaient ashkénazes, et l'hébreu standard allait être parlé avec leur prononciation maternelle. Par conséquent, à présent, presque tous les Juifs israéliens prononcent la consonne rêš comme approximant uvulaire [ ʁ̞ ]:261, comme en yiddish:262.

#### Hébreu séfarade
De nombreux immigrants juifs en Israël étaient des Juifs Mizrahim qui parlaient une variété d'arabe dans leur pays d'origine et prononçaient le rhotique hébreu comme un alvéolaire battu [ ɾ ], semblable au rāʾ arabe (ر). Progressivement, beaucoup d'entre eux ont commencé à prononcer leur rhotique hébreu comme une fricative uvulaire voisée [ ʁ ], un son similaire ou (selon le dialecte arabe) identique à l'arabe ġayn (غ) .

### Arabe
Alors que la plupart des variétés d'arabe conservent la prononciation classique de rāʾ (ر) comme un trille alvéolaire [ r ] ou un battement [ ɾ ], quelques variétés utilisent un trille uvulaire [ ʀ ]. Il s'agit notamment de :
- l'arabe baghdadi pré-moderne ;
- les variétés du Tigre de l'arabe mésopotamien, comme par exemple à Mossoul[31] ;
- les variétés juives et chrétiennes à Bagdad ;
- la variété juive à Alger ;
- la variété de Jijel en Algérie[32] ;
- quelques variétés musulmanes urbaines du Maroc (par exemple à Fès)[33] ;
- quelques variétés juives au Maroc.

Le /r/ uvulaire était déjà attesté dans l'arabe vernaculaire de la période abbasside. De nos jours, l'arabe chrétien de Bagdad présente également un trille alvéolaire, dans très peu de lexèmes, principalement dans des mots empruntés à l'arabe standard moderne. Les mots natifs avec un trille alvéolaire sont rares. De plus, l'arabe de Mossoul utilise généralement le trille alvéolaire sonore au lieu d'une fricative uvulaire dans les nombres (par exemple /arbaʕiːn/ « quarante »). Bien que ce son rhotique guttural soit rare en arabe, les sons uvulaires et vélaires sont courants dans cette langue. La fricative uvulaire ou vélaire [ ʁ ] ~ [ ɣ ] est une prononciation standard courante de la lettre ġayn (غ), et l'occlusive uvulaire [ q ] est une prononciation standard de la lettre qāf (ق).

### Éthiopien
En amharique, le trille alvéolaire [ r ] est la prononciation habituelle de /r/. Mais il existe également des affirmations selon lesquelles, autour d'Addis-Abeba, certains dialectes présentent un r uvulaire. Il convient de noter que cette information n'est pas très bien étayée par les sémitistes. Il est également possible qu'une fricative uvulaire ou un trille ait existé dans la langue gafat (en) (éteinte depuis les années 1950).

### Akkadien
La majorité des assyriologues considèrent qu'un trille ou un battement alvéolaire est la prononciation la plus probable de l'akkadien /r/ dans la plupart des dialectes. Cependant, il existe plusieurs indications en faveur d'une fricative vélaire ou uvulaire [ ɣ ] ~ [ ʁ ], une thèse soutenue particulièrement par John Huehnergard (en). Les arguments principaux en sont la présence d'alternances avec la fricative uvulaire sourde /χ/ (par exemple ruššû/ḫuššû « rouge » ; barmātu « multicolore » (pluriel fém.), l'orthographe ba-aḫ-ma-a-tù est attestée). En outre, le /r/ montre certains parallélismes phonologiques avec /χ/ et d'autres gutturales (en particulier l'occlusive glottique [ ʔ ]).

## Langues turciques
L'azéri possède le son /ɣ/, noté ‹ Ğ ›. Le kazakh possède le [ʁ], qu'il écrit avec la lettre cyrillique modifiée ‹ Ғ ›.

## Langues austronésiennes

### Langues malaises
Le R guttural existe dans plusieurs dialectes malais. Alors que le malais standard utilise généralement le r coronal ( ɹ, r, ɾ ), la fricative gutturale ( ɣ ~ ʁ ) est plus fréquemment utilisée dans de nombreux dialectes de la péninsule malaise ainsi que dans certaines parties de Sumatra et de Bornéo. Ces dialectes comprennent :
- Le malais de Pahang ;
- Le malais de Kedah ;
- Le malais du Kelantan-Pattani ;
- Le minangkabau (étroitement lié au malais, il pourrait s'agir de dialectes de la même langue, seulement dans certains dialectes) ;
- Le malais Negeri Sembilan ;
- Le Malais de Sarawak ;
- Le Malais de Terengganu ;
- Le Malais de Perak ;
- Le Malais de Tamiang ;
- Le malais de Pontianak ;
- Le malais de Palembang.

Ces dialectes utilisent principalement la fricative gutturale ( ɣ ~ ʁ ) pour /r/ et /gh/. Le malais standard inclut à la fois le r coronal ( ɹ, r, ɾ ) et la fricative gutturale voisée /gh/ ( ɣ ~ ʁ ) comme deux phonèmes différents. Pour désigner le r guttural dans les dialectes, la lettre « r » est souvent remplacée par « gh » ou « q » dans l'écriture informelle. Les mots malais standard avec une fricative vélaire voisée ( ɣ ), tels que loghat (dialecte) et ghaib (invisible, mystique) sont principalement des mots d'emprunt arabes orthographiés dans leur langue d'origine avec la lettre غ dans l' alphabet jawi.

### Autres langues austronésiennes
D'autres langues austronésiennes présentent des caractéristiques similaires :
- L'acehnais ;
- L'alas-kluet ;
- Le bulungan;
- Le cham ;
- Le lampung ;
- Le piuma ;
- Le sapediq ;
- Le rinaxekerek ;
- Le sinvaudjan.

## Autres familles de langues

### Basque
Le basque standard utilise un trille pour /r/ (écrit comme r-, -rr-, -r ), mais la plupart des locuteurs des dialectes lapurdien et bas-navarrais utilisent une fricative uvulaire voisée comme en français. Au Pays Basque Sud, l'articulation uvulaire est considérée comme un défaut de la parole, mais sa prévalence est plus élevée chez les bilingues que chez les monolingues espagnols. Depuis peu, les locuteurs du lapurdien et du bas navarrais uvularisent également le tap ( -r- ), neutralisant ainsi les deux rhotiques.

### Khmer
Alors que le khmer standard utilise un trille alvéolaire pour /r/, le dialecte de Phnom Penh utilise une prononciation uvulaire pour le phonème, qui peut être élidé et laisser derrière lui un contraste tonal ou de registre résiduel.

### Sesotho
Le sotho du Sud utilisait à l'origine un trille alvéolaire /r/, qui a évolué vers l'uvulaire /ʀ/ dans les temps modernes.

### Maṛia
Le maṛia (parfois considéré comme un dialecte du gondi) a un /ʁ/ correspondant à /r/ dans d'autres langues apparentées ou au *t̠ du proto-dravidien.

## Consonnes gutturales rhotiques-agnostiques écrites comme des rhotiques
Il existe des langues dans lesquelles certaines consonnes gutturales indigènes ont été écrites avec des symboles utilisés dans d'autres langues pour représenter les rhotiques, donnant ainsi l'apparence superficielle d'un R guttural sans réellement fonctionner comme de véritables consonnes rhotiques.

### Langues inuites
Les langues inuites groenlandaise et inuktitut orthographient ou translittèrent leur obstruante uvulaire sonore comme ‹ r ›. En groenlandais, ce phonème est [ʁ], tandis qu'en inuktitut il s'agit d'un [ɢ]. Cette orthographe était pratique car ces langues n'ont pas de consonnes liquides non latérales, et les réalisations gutturales de ‹ r › sont courantes dans diverses langues, en particulier les langues coloniales danoises et françaises. Mais la langue inupiat d'Alaska écrit son [ʁ] phonème plutôt comme ‹ ġ ›, réservant ‹ r › pour sa forme rétroflexe [ʐ] phonème que le groenlandais et l'inuktitut ne possèdent pas.